# Okręg wyborczy nr 4 do Parlamentu Europejskiego w Polsce
Okręg wyborczy nr 4 do Parlamentu Europejskiego w Polsce – okręg wyborczy obejmujący teren części województwa mazowieckiego, z siedzibą okręgowej komisji wyborczej w Warszawie. Obejmuje obszar miasta na prawach powiatu Warszawy oraz powiatów grodziskiego, legionowskiego, nowodworskiego, otwockiego, piaseczyńskiego, pruszkowskiego, warszawskiego zachodniego i wołomińskiego. W obwodach zagranicznych okręgu nr 4 oddają swoje głosy obywatele polscy mieszkający lub przebywający podczas wyborów za granicą kraju.

## Wyniki wyborów
| Podział 5 mandatów: SDPL: 1 UW: 1 PO: 1 PiS: 1 LPR: 1 |

| Podział 5 mandatów: SLD–UP: 1 PO: 3 PiS: 1 |

| Podział 5 mandatów: PO: 2 PiS: 2 NP–JKM: 1 |

| Podział 6 mandatów: Wiosna: 1 KE: 3 PiS: 2 |

| Podział 8 mandatów: Lewica: 1 KO: 3 TD: 1 PiS: 2 KWiN: 1 |

## Reprezentanci okręgu
| PE   | Rok  | Poseł KW                | Poseł KW                      | Poseł KW              | Poseł KW        | Poseł KW                               | Poseł KW       | Poseł KW          | Poseł KW          | Poseł KW                            | Poseł KW          | Poseł KW         | Poseł KW      | Poseł KW | Poseł KW       | Poseł KW | Poseł KW |
| ---- | ---- | ----------------------- | ----------------------------- | --------------------- | --------------- | -------------------------------------- | -------------- | ----------------- | ----------------- | ----------------------------------- | ----------------- | ---------------- | ------------- | -------- | -------------- | -------- | -------- |
| VI   | 2004 |                         | B. Geremek UW                 |                       | M. Kamiński PiS |                                        | D. Rosati SdPL |                   | P. Piskorski PO   |                                     | W. Wierzejski LPR | —                | —             | —        | —              | —        | —        |
| VI   | 2005 | B. Wojciechowski LPR    | B. Geremek UW                 |                       | M. Kamiński PiS |                                        | D. Rosati SdPL |                   | P. Piskorski PO   |                                     |                   | —                | —             | —        | —              | —        | —        |
| VI   | 2007 | B. Wojciechowski LPR    | B. Geremek UW                 | E. Tomaszewska PiS    |                 |                                        | D. Rosati SdPL |                   | P. Piskorski PO   |                                     |                   | —                | —             | —        | —              | —        | —        |
| VI   | 2008 | B. Wojciechowski LPR    | A. Wielowieyski UW            | E. Tomaszewska PiS    |                 |                                        | D. Rosati SdPL |                   | P. Piskorski PO   |                                     |                   | —                | —             | —        | —              | —        | —        |
| VII  | 2009 |                         | D. Hübner PO (2009) KE (2019) | M. Kamiński PiS       |                 | W. Olejniczak SLD–UP                   | P. Zalewski PO |                   | R. Trzaskowski PO |                                     |                   | —                | —             | —        | —              | —        | —        |
| VII  | 2013 | T. Ross PO              | D. Hübner PO (2009) KE (2019) | M. Kamiński PiS       |                 | W. Olejniczak SLD–UP                   | P. Zalewski PO |                   |                   |                                     |                   | —                | —             | —        | —              | —        | —        |
| VIII | 2014 | Z. Krasnodębski PiS     | D. Hübner PO (2009) KE (2019) |                       | M. Jurek PiS    | M. Boni PO                             |                | M. Marusik NP–JKM |                   |                                     |                   | —                | —             | —        | —              | —        | —        |
| IX   | 2019 |                         | D. Hübner PO (2009) KE (2019) | J. Saryusz-Wolski PiS |                 | R. Biedroń Wiosna (2019) Lewica (2024) |                | W. Cimoszewicz KE |                   | A. Halicki KE                       |                   | R. Czarnecki PiS |               | —        | —              | —        | —        |
| X    | 2024 |                         | K. Gasiuk-Pihowicz KO         | T. Bocheński PiS      |                 | R. Biedroń Wiosna (2019) Lewica (2024) |                | M. Kierwiński KO  |                   | E. Zajączkowska-Hernik Konfederacja | M. Gosiewska PiS  |                  | M. Kobosko TD |          | M. Szczerba KO |          |          |
| X    | 2024 | H. Gronkiewicz-Waltz KO | K. Gasiuk-Pihowicz KO         | T. Bocheński PiS      |                 | R. Biedroń Wiosna (2019) Lewica (2024) |                |                   |                   | E. Zajączkowska-Hernik Konfederacja | M. Gosiewska PiS  |                  | M. Kobosko TD |          | M. Szczerba KO |          |          |

### Wybory do Parlamentu Europejskiego 2004
| Komitet wyborczy                                      | Komitet wyborczy                                                      | Głosów  | %     | Mandaty | Wybrani posłowie                           |
| ----------------------------------------------------- | --------------------------------------------------------------------- | ------- | ----- | ------- | ------------------------------------------ |
|                                                       | Prawo i Sprawiedliwość                                                | 146 012 | 22,69 | 1       | Michał Kamiński, Ewa Tomaszewska           |
|                                                       | Unia Wolności                                                         | 121 805 | 18,93 | 1       | Bronisław Geremek, Andrzej Wielowieyski    |
|                                                       | Platforma Obywatelska RP                                              | 107 789 | 16,75 | 1       | Paweł Piskorski                            |
|                                                       | KWW Socjaldemokracji Polskiej                                         | 80 880  | 12,57 | 1       | Dariusz Rosati                             |
|                                                       | Liga Polskich Rodzin                                                  | 67 796  | 10,54 | 1       | Wojciech Wierzejski, Bernard Wojciechowski |
|                                                       | KKW Sojusz Lewicy Demokratycznej – Unia Pracy                         | 40 891  | 6,35  | –       |                                            |
|                                                       | Samoobrona Rzeczpospolitej Polskiej                                   | 23 328  | 3,63  | –       |                                            |
|                                                       | Unia Polityki Realnej                                                 | 14 165  | 2,20  | –       |                                            |
|                                                       | Polskie Stronnictwo Ludowe                                            | 12 505  | 1,94  | –       |                                            |
|                                                       | Inicjatywa dla Polski                                                 | 8588    | 1,33  | –       |                                            |
|                                                       | Zieloni 2004                                                          | 4839    | 0,75  | –       |                                            |
|                                                       | Narodowy KWW                                                          | 4133    | 0,64  | –       |                                            |
|                                                       | Razem dla Przyszłości                                                 | 2897    | 0,45  | –       |                                            |
|                                                       | KKW Krajowa Partia Emerytów i Rencistów – Partia Ludowo-Demokratyczna | 2487    | 0,39  | –       |                                            |
|                                                       | KWW – Ogólnopolski Komitet Obywatelski „OKO”                          | 2195    | 0,34  | –       |                                            |
|                                                       | Polska Partia Pracy                                                   | 1796    | 0,28  | –       |                                            |
|                                                       | KWW Konfederacja Ruch Obrony Bezrobotnych                             | 1303    | 0,20  | –       |                                            |
| Frekwencja: 31,51% Źródło: Państwowa Komisja Wyborcza |                                                                       |         |       |         |                                            |

### Wybory do Parlamentu Europejskiego 2009
| Komitet wyborczy                                      | Komitet wyborczy                                                       | Głosów  | %     | Mandaty | Wybrani posłowie                                               |
| ----------------------------------------------------- | ---------------------------------------------------------------------- | ------- | ----- | ------- | -------------------------------------------------------------- |
|                                                       | Platforma Obywatelska RP                                               | 434 421 | 52,53 | 3       | Danuta Hübner, Paweł Zalewski, Rafał Trzaskowski, Tadeusz Ross |
|                                                       | Prawo i Sprawiedliwość                                                 | 196 720 | 23,79 | 1       | Michał Kamiński                                                |
|                                                       | KKW Sojusz Lewicy Demokratycznej – Unia Pracy                          | 84 740  | 10,25 | 1       | Wojciech Olejniczak                                            |
|                                                       | Prawica Rzeczypospolitej                                               | 35 769  | 4,33  | –       |                                                                |
|                                                       | KKW Porozumienie dla Przyszłości – CentroLewica (PD+SDPL+Zieloni 2004) | 30 804  | 3,72  | –       |                                                                |
|                                                       | Polskie Stronnictwo Ludowe                                             | 22 899  | 2,77  | –       |                                                                |
|                                                       | Unia Polityki Realnej                                                  | 9679    | 1,17  | –       |                                                                |
|                                                       | Libertas                                                               | 6069    | 0,73  | –       |                                                                |
|                                                       | Polska Partia Pracy                                                    | 3099    | 0,37  | –       |                                                                |
|                                                       | Samoobrona Rzeczpospolitej Polskiej                                    | 2826    | 0,34  | –       |                                                                |
| Frekwencja: 38,92% Źródło: Państwowa Komisja Wyborcza |                                                                        |         |       |         |                                                                |

### Wybory do Parlamentu Europejskiego 2014
| Komitet wyborczy                                      | Komitet wyborczy                              | Głosów  | %     | Mandaty | Wybrani posłowie                   |
| ----------------------------------------------------- | --------------------------------------------- | ------- | ----- | ------- | ---------------------------------- |
|                                                       | Platforma Obywatelska RP                      | 308 468 | 40,43 | 2       | Danuta Hübner, Michał Boni         |
|                                                       | Prawo i Sprawiedliwość                        | 216 773 | 28,41 | 2       | Zdzisław Krasnodębski, Marek Jurek |
|                                                       | KKW Sojusz Lewicy Demokratycznej – Unia Pracy | 57 010  | 7,47  | –       |                                    |
|                                                       | Nowa Prawica – Janusza Korwin-Mikke           | 49 794  | 6,53  | 1       | Michał Marusik                     |
|                                                       | KKW Europa Plus Twój Ruch                     | 46 187  | 6,05  | –       |                                    |
|                                                       | Polska Razem Jarosława Gowina                 | 30 196  | 3,96  | –       |                                    |
|                                                       | Polskie Stronnictwo Ludowe                    | 19 098  | 2,50  | –       |                                    |
|                                                       | Solidarna Polska Zbigniewa Ziobro             | 15 588  | 2,04  | –       |                                    |
|                                                       | KWW Ruch Narodowy                             | 12 269  | 1,61  | –       |                                    |
|                                                       | Partia Zieloni                                | 7503    | 0,98  | –       |                                    |
| Frekwencja: 35,33% Źródło: Państwowa Komisja Wyborcza |                                               |         |       |         |                                    |

### Wybory do Parlamentu Europejskiego 2019
| Komitet wyborczy                                      | Komitet wyborczy                                 | Głosów  | %     | Mandaty | Wybrani posłowie                                        |
| ----------------------------------------------------- | ------------------------------------------------ | ------- | ----- | ------- | ------------------------------------------------------- |
|                                                       | KKW Koalicja Europejska PO PSL SLD .N Zieloni    | 625 719 | 45,17 | 3       | Włodzimierz Cimoszewicz, Danuta Hübner, Andrzej Halicki |
|                                                       | Prawo i Sprawiedliwość                           | 447 770 | 32,32 | 2       | Jacek Saryusz-Wolski, Ryszard Czarnecki                 |
|                                                       | Wiosna Roberta Biedronia                         | 142 443 | 10,28 | 1       | Robert Biedroń                                          |
|                                                       | KWW Konfederacja KORWiN Braun Liroy Narodowcy    | 71 784  | 5,18  | –       |                                                         |
|                                                       | KWW Kukiz’15                                     | 49 824  | 3,60  | –       |                                                         |
|                                                       | KKW Lewica Razem – Partia Razem, Unia Pracy, RSS | 24 778  | 1,79  | –       |                                                         |
|                                                       | KWW Polska Fair Play Bezpartyjni Gwiazdowski     | 22 988  | 1,66  | –       |                                                         |
| Frekwencja: 60,37% Źródło: Państwowa Komisja Wyborcza |                                                  |         |       |         |                                                         |

### Wybory do Parlamentu Europejskiego 2024
| Komitet wyborczy                                      | Komitet wyborczy                                                           | Głosów  | %     | Mandaty | Wybrani posłowie                                                                    |
| ----------------------------------------------------- | -------------------------------------------------------------------------- | ------- | ----- | ------- | ----------------------------------------------------------------------------------- |
|                                                       | KKW Koalicja Obywatelska                                                   | 579 994 | 44,46 | 3       | Marcin Kierwiński, Kamila Gasiuk-Pihowicz, Michał Szczerba, Hanna Gronkiewicz-Waltz |
|                                                       | Prawo i Sprawiedliwość                                                     | 323 868 | 24,82 | 2       | Małgorzata Gosiewska, Tobiasz Bocheński                                             |
|                                                       | Konfederacja Wolność i Niepodległość                                       | 156 067 | 11,96 | 1       | Ewa Zajączkowska-Hernik                                                             |
|                                                       | KKW Lewica                                                                 | 135 755 | 10,41 | 1       | Robert Biedroń                                                                      |
|                                                       | KKW Trzecia Droga Polska 2050 Szymona Hołowni – Polskie Stronnictwo Ludowe | 92 111  | 7,06  | 1       | Michał Kobosko                                                                      |
|                                                       | KWW Bezpartyjni Samorządowcy – Normalna Polska w Normalnej Europie         | 13 797  | 1,06  | –       |                                                                                     |
|                                                       | PolEXIT                                                                    | 3046    | 0,23  | –       |                                                                                     |
| Frekwencja: 56,30% Źródło: Państwowa Komisja Wyborcza |                                                                            |         |       |         |                                                                                     |